# Saint-Bandry
Saint-Bandry ist eine französische Gemeinde mit 240 Einwohnern (Stand: 1. Januar 2022) im Département Aisne in der Region Hauts-de-France. Sie gehört zum Arrondissement Soissons und zum Kanton Vic-sur-Aisne.

## Geographie
Die Gemeinde Bandry liegt elf Kilometer westlich von Soissons. Nachbargemeinden von Bandry sind Ambleny im Westen, Norden und Osten sowie Laversine im Süden. An der östlichen Gemeindegrenze verläuft das Flüsschen Retz.

## Bevölkerungsentwicklung
| Jahr                       | 1962 | 1968 | 1975 | 1982 | 1990 | 1999 | 2006 | 2015 | 2022 |
| -------------------------- | ---- | ---- | ---- | ---- | ---- | ---- | ---- | ---- | ---- |
| Einwohner                  | 221  | 221  | 214  | 200  | 202  | 238  | 234  | 283  | 240  |
| Quellen: Cassini und INSEE |      |      |      |      |      |      |      |      |      |

## Sehenswürdigkeiten

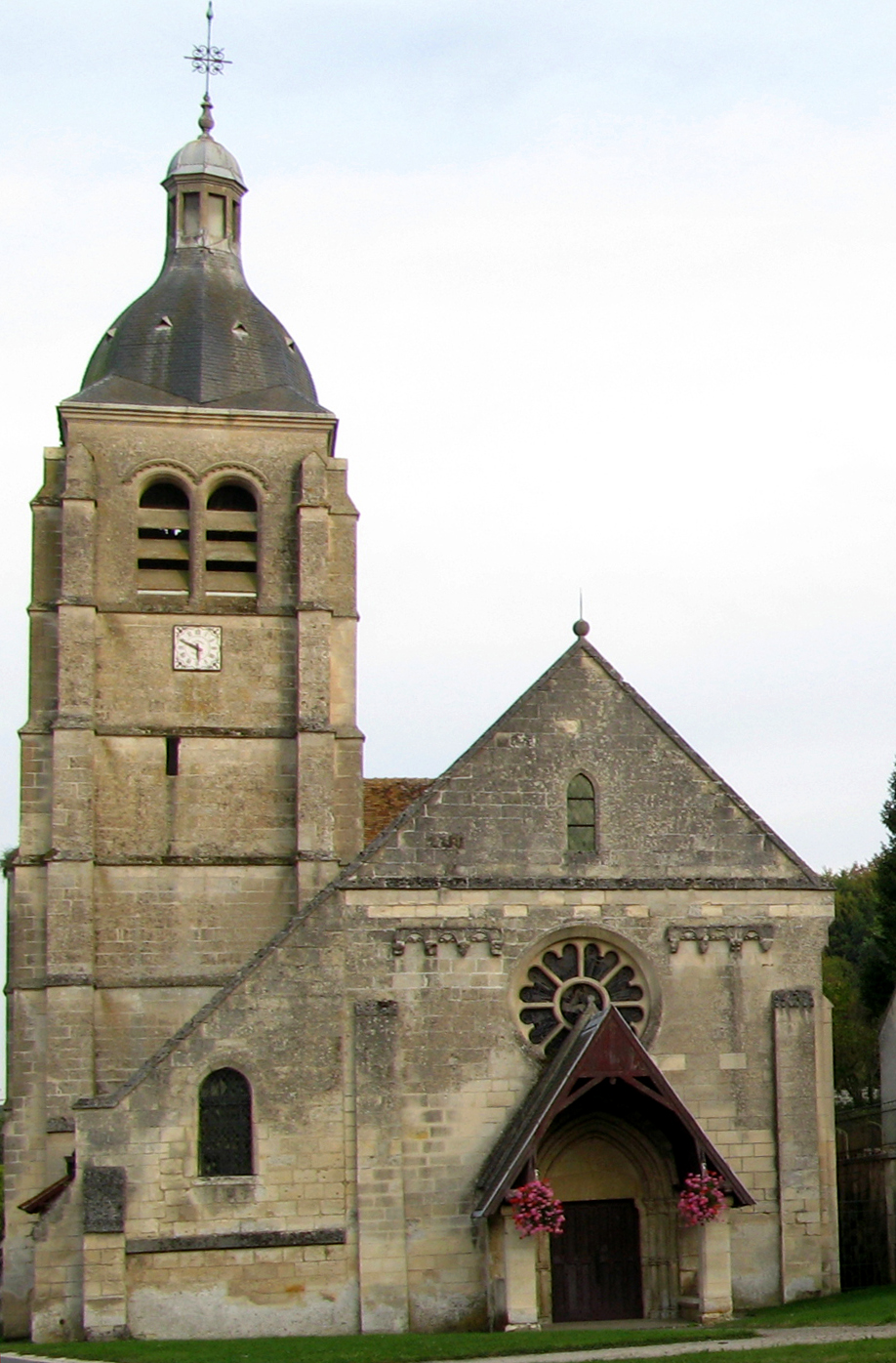
Kirche Saint-Bandry

- Kirche Saint-Bandry